# رومن اسلدنوف
رومن اسلدنوف (روسی: Роман Андреевич Слуднов؛ زادهٔ ۴ فوریهٔ ۱۹۸۰) ورزشکار ورزش شنا اهل روسیه است.
وی در مسابقات کشوری و بین‌المللی در مجموع برندهٔ ۸ مدال طلا، ۴ مدال نقره، ۳ مدال برنز شده‌است.